# Landa, Vårgårda kommun
Landa är kyrkbyn i Landa socken i Vårgårda kommun. Mellan 2015 och 2020 avgränsade SCB här en småort.
Landa kyrka ligger här.